# Knekt (arkitektur)

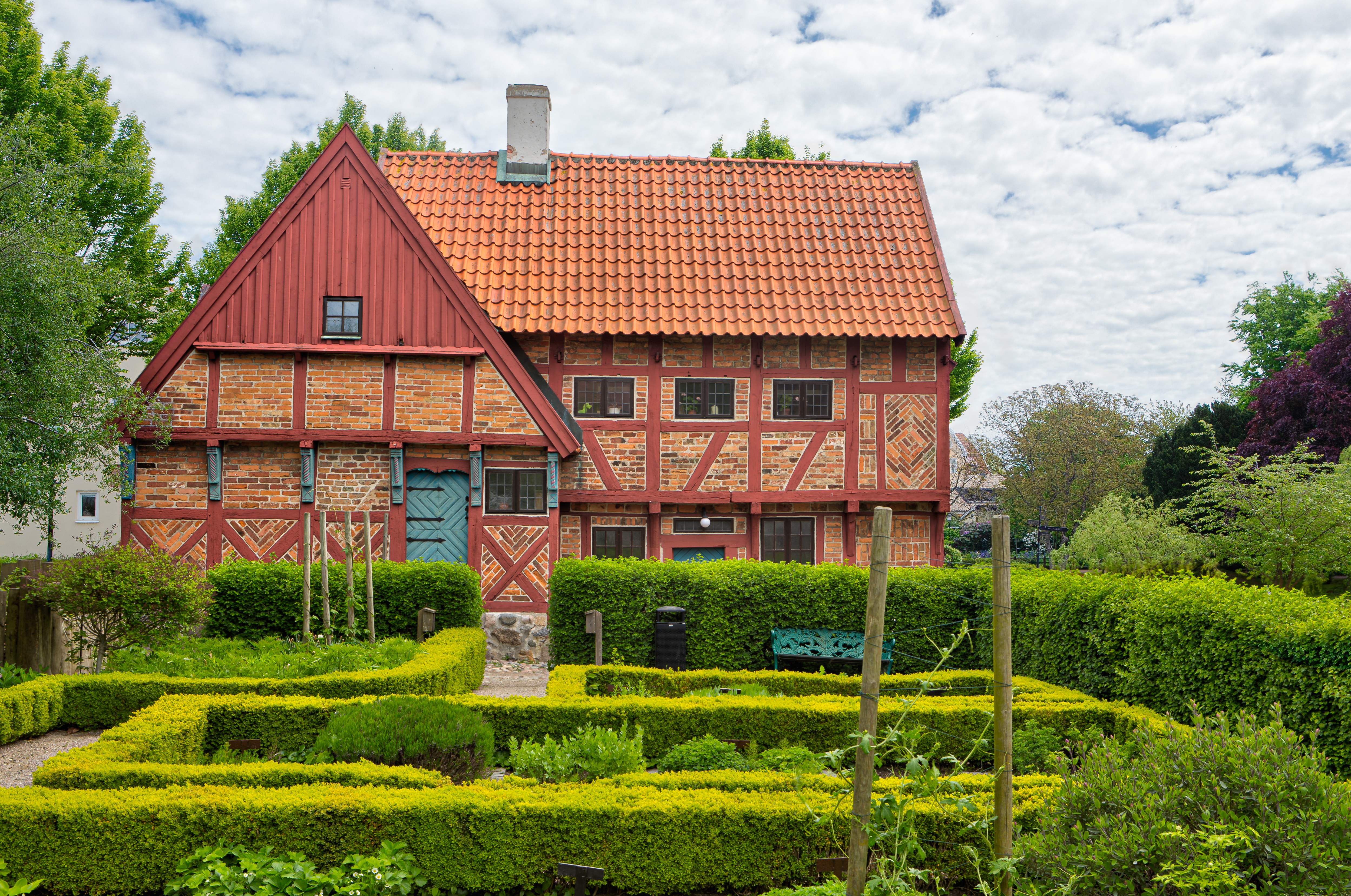
Knektar på flygeln till Borgmästarhuset i Ystad från 1500-talet

Knekt är, inom arkitekturen, ett långsmalt stöd med kapitäl som är bundet till en vägg, pelare eller kolonn..